# 春陽堂書店
株式会社春陽堂書店（しゅんようどうしょてん）は、日本の出版社。1878年（明治11年）に創業。

## 歴史
東京神田和泉町での本の小売商売に始まる。岐阜県出身の創業者和田篤太郎は、西南戦争から帰還後に本を背負っての行商を始め、やがて芝・新桜田町に小さな書店を開き、1882年（明治15年）頃から出版に手を伸ばす。社長の和田篤太郎は木版画をこよなく愛しており、手の込んだ木版口絵を入れた華麗な本を出版することを自社の目標としていた。しかし、木版画は全て手作業で作られるため、大量生産が難しかった。逆に枚数が極端に少なくても良好な作品が出来上がらない。一作品につき初版三百部から五百部程度を刊行していた春陽堂では、単行本の発行部数と版木の関係がうまく取れていたおかげで優れた口絵が作り出されたといわれる。
一般的には1887年からの『新作十二番の内』というシリーズから近代木版口絵は始まったと考えられており、これに続いて高精度の木版口絵が付された単行本を数多く出版している。当初は開化期の実用本や明治合巻本、滝沢馬琴や鶴屋南北の復刊などへと手を広げ、1884年（明治17年）、京橋区南伝馬町に移転。1885年に坂崎紫瀾『汗血千里駒』などの新作にも進出する。続いて翻訳小説J.ヴェルヌ『三十五日間空旅行』（井上勤訳、1886年）、ゲーテ『禽獣世界 狐の裁判』（井上勤訳、1886年）、W.スコット『政治小説 梅蕾余薫（アイバンホー）』（牛山鶴堂訳、1886-87年）、デフォー『魯敏遜漂流記』（牛山鶴堂訳）などを刊行。
やがて根岸派の饗庭篁村『小説むら竹』（1889年）、須藤南翠『こぼれ松葉』（1890年）などの叢書を手がける。一方硯友社の『我楽多文庫』や叢書『新著百種』を刊行していた吉岡書籍店が手を引いたことで、春陽堂が1890-91年に尾崎紅葉らの作品を収めた叢書『新作十二番』『文学世界』『聚芳十種』を出版し、以後明治期の文学出版をリードするようになる。大正期にかけて、夏目漱石、芥川龍之介などの文豪の作品を出版。明治30年代から大正にかけては『中央文学』や『新小説』などの定期文芸雑誌も刊行、幸田露伴、森鷗外ら多くの文壇人に頁を提供した。
また、この時期、洋風の印刷・製本技術が流布し書籍の形態も著しく変化したが、和田篤太郎はとくに木版画を好み、書籍の充実を図るために専属の摺師を置いて力を注いだという。1890-94年には渡辺省亭編の絵画叢書『美術世界』（全25巻）を刊行、これは木版彩色奉書摺という当時画期的な印刷だった。1896年に再創刊した文芸誌の『新小説』は、博文館が発行する『文芸倶楽部』に対抗して石版の口絵をつけたが、新年号などには時々、折込の木版口絵をつけ、1913年か1914年にはほぼ毎号に小型の木版口絵をつけていた。口絵画家にとって春陽堂の発行する単行本に口絵を描くことが登竜門であった。
口絵を描いた画家に浅井忠、井川洗厓、池田蕉園、池田輝方、伊東英泰、稲野年恒、太田三郎、大野静方、岡野栄、梶田半古、片山春帆、鏑木清方、河合英忠、川村清雄、観明、久保田米僊、小島沖舟、小林永興、小林永濯、小堀鞆音、小峰大羽、小山正太郎、坂田耕雪、鈴木華邨、須藤宗方、田代暁舟、武内桂舟、筒井年峰、寺崎広業、富岡永洗、中江玉桂、橋口五葉、平田月方、鰭崎英朋、本田穆堂、松本楓湖、右田年英、三島蕉窓、水野年方、八幡白帆、山中古洞、渡辺香涯、渡辺省亭、和田英作らがいる。
春陽堂の書籍は、絹地に木版を施した豪華な表紙や函が人気で、竹久夢二らの装幀も美しい木版画で彩られた。しかし、1923年（大正12年）の関東大震災により、日本橋の本社は倒壊、焼失してしまった。
昭和初年には『明治大正文学全集』を刊行、改造社と並んで円本ブームの隆盛の一役を担った。また、春陽堂文庫によって、文庫本の分野にも進出した。
第二次世界大戦後、1949年（昭和24年）に河出書房が1ページあたり53銭という廉価版の小説集を出版すると、春陽堂も対抗して1ページあたり35銭の廉価版『現代長編小説全集』を出版。戦後の新たな円本ブームを作る契機となった。
また、山手樹一郎や城戸禮をはじめとする戦後の大衆文学も多く世に出した。種田山頭火、尾崎放哉、金子みすゞなど、詩歌関連書も発行している。特に戦後の春陽堂文庫は、大衆文学が「中間小説」へと変質していく中で、肩の凝らない娯楽読物に徹したラインナップで他社文庫と差別化されていた。江戸川乱歩の主要作を生前から現在に至るまで長期間重版し続けていることでも知られる。
一時は既刊書籍の販売が中心であったが、平成末期になって、坂口安吾作品など新刊発行を再開し、事業を活性化させている。2018年5月に自社サイト（外部リンクを参照）を開設して書籍化を見据えたエッセイ連載やネット販売を展開するとともに、種田山頭火賞を創設して第1回（同年9月13日）を麿赤兒に贈った。

## 概要
- 創立　1878年（明治11年）
- 所在地

本社　東京都中央区銀座3-10-9（KEC銀座ビル9階902）

## 歴代社長
1. 和田篤太郎
2. 和田うめ（妻）
3. 和田静子（養女）
4. 和田利彦（静子の婿）（1914 - 40）
5. 和田欣之介（利彦の子）（1948 - 2002?）　2010年没[4]
6. 和田佐知子（長女）

## 刊行物
- 春陽堂文庫（昭和26年まで）
  - 世界名作文庫（昭和10年代前半に春陽堂文庫に統合）
  - 日本小説文庫（昭和10年代前半に春陽堂文庫に統合）
- 春陽文庫（昭和26年～現在）
  - 山手樹一郎長編・短編時代小説全集
  - 江戸川乱歩文庫
  - 横溝正史
  - 島田一男
- 種田山頭火関係
  - 山頭火全句集、山頭火全日記・全書簡全9巻、山頭火の本全14巻・別冊2巻、山頭火文庫全12巻・別冊1巻、山頭火全集全11巻、山頭火版画句集、写真・山頭火、ほか